# Лучито
Лучито, Лучіто (італ. Lucito) — муніципалітет в Італії, у регіоні Молізе, провінція Кампобассо.
Лучито розташоване на відстані близько 185 км на схід від Рима, 19 км на північ від Кампобассо.
Населення — 719 осіб (2014).

## Демографія
Населення за роками:

Станом на 1 січня 2023 року в муніципалітеті офіційно проживало 59 іноземців з 15 країн, серед них 8 громадян країн Євросоюзу.

## Сусідні муніципалітети
- Кастельботтаччо
- Кастелліно-дель-Біферно
- Чівітакампомарано
- Лімозано
- Морроне-дель-Санніо
- Петрелла-Тіферніна
- Сант'Анджело-Лімозано
- Тривенто